# Traffic (эстонская группа)
Traffic — эстонская группа из Таллина, Эстония, известная по участию в Eesti Laul в 2009, 2012, 2014 и 2020 годах.

## Начало группы
Группу образовали певец Сильвер Лаас и гитарист Стиг Ряста (ранее участвовавший в группе Slobodan River); были вместе в 2006 году. Через свои связи они набрали следующих участников: бас-гитарист Тынис Кивисильд, барабанщик Рейго Ахвен и гитарист Кари Кантер. Кантер и Ахвен позже были заменены на гитариста Роберта Вайглу и (ранее участвовавший в группе Slide-Fifty) и барабанщика Иво Приилинн.
Стиг Ряста писал больше всего музыку для группы, тогда как слова для песен писались совместно.

## Eesti laul
Группа участвовала в Eesti Laul четыре раза: в 2009, 2012, 2014 и 2020 годах, но пройти им удавалось лишь один раз. Первый раз они принимали участие в 2009 году с песней «See päev» (Тот самый день). Песня финишировала в суперфинал (топ 2). Однако группа Urban Symphony с песней "Randajad" одержала победу, набрав 82 % голосов в противовес группе «Traffic», набравшей 18 % и занявшей второе место. Это их наилучшее участие в Eesti Laul в настоящее время.
В 2012 году группа принимала участие с песней «NASA». Они прошли в финал, где заняли последнее 10-е место.
В 2014 году группа принимала участие с песней «Für Elise» (Для Элизы). Их результат был лучше, чем в 2014 году, они заняли 3-е место в финале и едва не попали в суперфинал.
Возвращение группы в 2020 году с песней «Üks kord veel» (Ещё раз), принесло им 5-е место в финале.

## Дискография

### Альбомы
- Traffic (2007)
- 2 (2008)
- Siirius (2012)[3]

### Синглы
- «Kallis, ära küsi» (2006) («Мёд, да не вопрос»)
- «Vastassuunas» (2006) («В противоположном направлении»)
- «Meie laul» (feat. Maarja-Liis Ilus; 2007) («Наша песня»)
- «Päevast päeva» (2007) («От дня до дня»)
- «It’s Never Too Late» (feat. Luisa Värk; 2008)
- «Sõnad» (2008) («Мир»)
- «Kesköödisko» (2008) («Полуночное диско»)
- «Tuul» (2008/2009) («Ветер»)
- «See päev» (Eesti Laul 2009) («Тот самый день»)
- «NASA» (Eesti Laul 2012)
- «Für Elise» (Eesti Laul 2014)
- «Sekundiga» (2015)
- «Natukene veel» (2016)
- «Varjud» (with Lenna Kuurmaa, 2017)
- «Vead» (2018)
- «Ei Anna Alla» (2018)
- «Teisiti ei saa» (2019)
- «Üks kord veel» (Eesti Laul 2020)